# Kabinet van de President
Het Kabinet van de President is de bestuursdienst van de president van Suriname. Het werd in 1996 in het leven geroepen om de president te ondersteunen in het nakomen van zijn verplichtingen op bestuurlijk, beleids- en administratief gebied.
Begin 2023 waren er meer dan 2500 mensen werkzaam voor het Kabinet.

## Onderdelen
Aan het Kabinet van de President zijn verbonden: de Staatsraad, het Instituut van de First Lady, het Bureau Eenheid, de adjudant(en) en de Presidentiële Secretarie.
Verder bestaat het uit de volgende directoraten:
- Algemene Zaken (AlZa)
- Bestuurlijke en Administratieve Aangelegenheden (BAA)
- Politieke- en Beleids Aangelegenheden (PBA)
- Communicatie Dienst Suriname (CDS), voorheen het Nationaal Informatie Instituut (NII) – De verantwoordelijkheid voor het NII werd in 1996 naar de president (Jules Wijdenbosch) verplaatst, terwijl die daarvoor bij de vicepresident lag. Als onderdeel van het NII maakten daardoor ook de STVS en SRS deel uit van het Kabinet van de President.[6]
- Nationale Veiligheid (DNV) – Melvin Linscheer, directeur van DNV tot 2016 onder Desi Bouterse (NDP), keerde in 2020 terug naar het Kabinet van de President als adviseur veiligheid van Chan Santokhi (VHP).[7]

## Vestiging
Het Kabinet van de President is gevestigd in het voormalige stadhuis aan de Kleine Combéstraat 2 in Paramaribo, dicht bij De Nationale Assemblée en het Presidentieel Paleis aan het Onafhankelijkheidsplein, waar ook het Instituut van de First Lady is gevestigd. Tegenover het Kabinet bevindt zich het Directoraat Bestuurlijke en Administratieve Aangelegenheden.

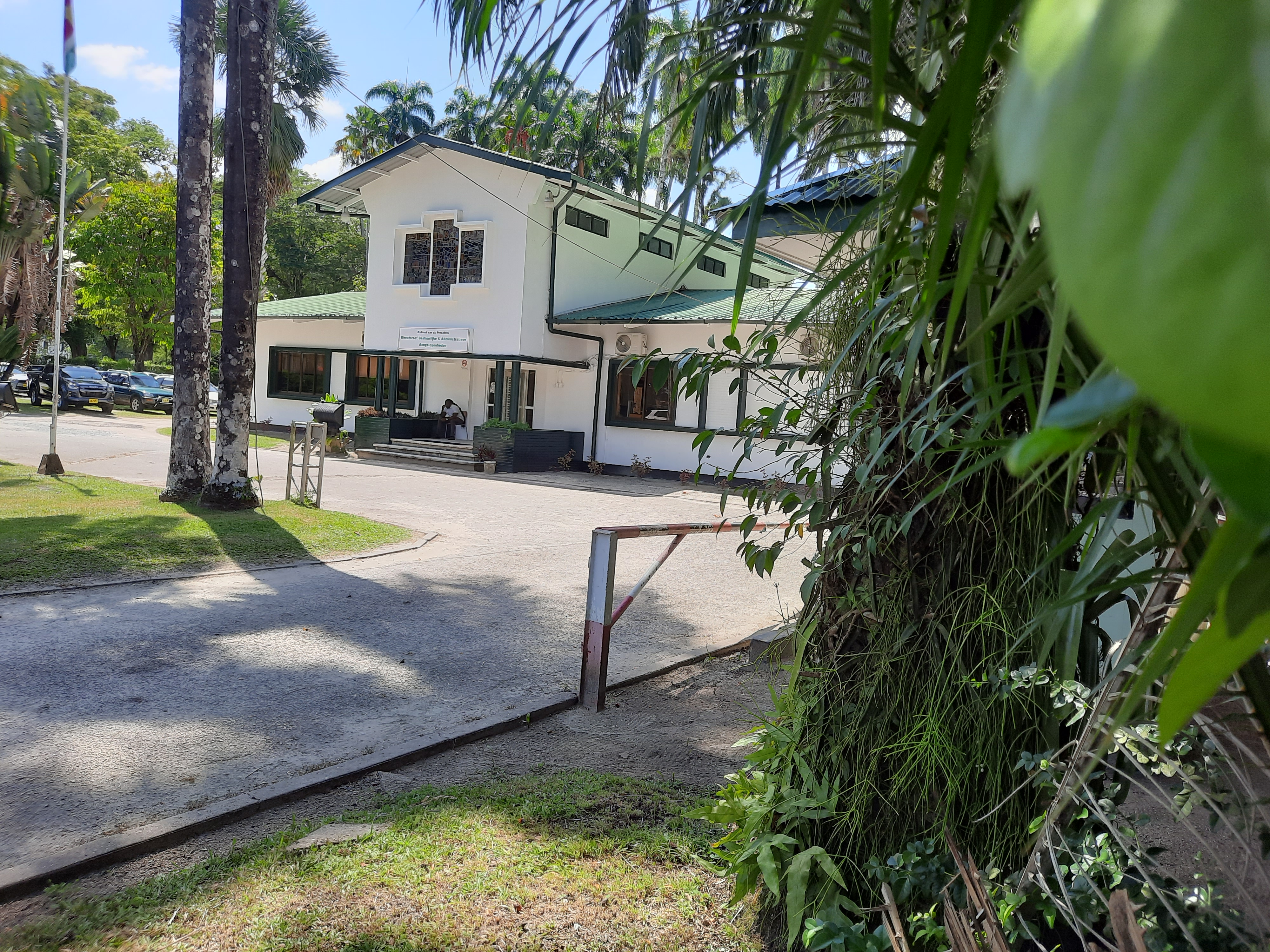
Het Directoraat Bestuurlijke en Administratieve Aangelegenheden staat er tegenover